# Le Dernier Épouvanteur
Le Dernier Épouvanteur (titre original : The Last Spook) est le troisième tome de la série Frère Wulf signée Joseph Delaney et qui prend la suite de la série The Starblade Chronicles. Il est paru en 2022.